# Chapelle Saint-Roch de Biot
La chapelle Saint-Roch est une chapelle située à Biot dans le département français des Alpes-Maritimes.

## Historique
La chapelle remonte peut-être au XVe siècle.
On peut voir sur la façade, l’inscription « 1580 : 7.MAI O.P.N.B.R.A » dans un encadrement. O.P.N. pour « Ora Pro Nobis » (Priez pour nous) et B.R.A. pourrait représenter « Beata Regina Angelorum » (Bienheureuse Reine des Anges).
Saint Roch était un saint supposé protéger les habitants de la peste. La ville avait connu neuf épidémies de peste en deux siècles.
Elle est vendue comme bien national à la Révolution. Elle est rachetée par Lambert Geoffroy, maire de Biot. Il l'a revendu à Antoine Cavasse sous le Directoire. Elle a ensuite été cédée à la ville de Biot.
Cette chapelle fait l’objet d’une inscription au titre des monuments historiques depuis le 10 décembre 1949.

## Présentation
La chapelle est un petit édifice de plan carré faisant plus penser à un oratoire qu'à une chapelle. Elle était à l'origine ouverte sur trois côtés. Elle est voûtée d'ogives.